# Wohnung

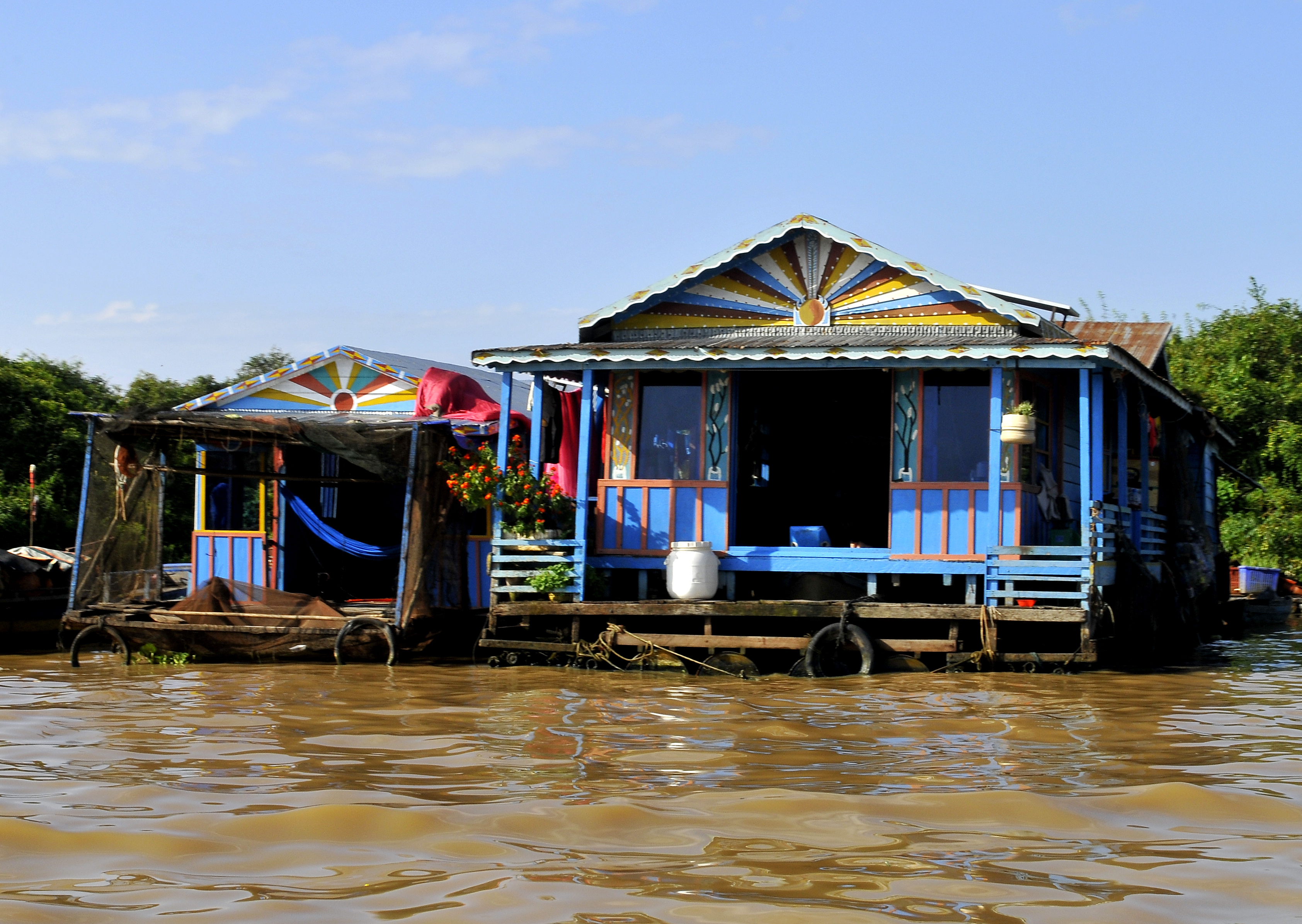
Auch ein Hausboot kann eine Wohnung sein.

Eine Wohnung ist ein umschlossener Raum oder eine Flucht aus mehreren Räumen, die zum Wohnen oder Schlafen benutzt werden. Wohnung ist ein Sammelbegriff für alle Arten von Behausungen, Gebäuden und Räumen, die als Wohnsitz dienen können, also etwa Wohnheimzimmer, Etagenwohnungen, Einfamilienhäuser, Hütten, Wohnhöhlen, Wohnwagen, Wohnmobile und Hausboote. Während der Begriff Wohnraum einzelne bewohnbare Räume (Zimmer) und als Pluraletantum gleichzeitig auch die Gattung bewohnbarer Räume bezeichnet, bezieht der Ausdruck Wohnung sich stets auf eine individuelle Einheit solcher Räume.
In einem engeren Sinne wird unter einer Wohnung die Zusammenfassung mehrerer Räume verstanden, die in ihrer Gesamtheit so beschaffen sein müssen, dass die Führung eines selbständigen Haushalts möglich ist. Dafür sind Nebenräume wie Küche, Bad oder Dusche und Toilette vorhanden. Eine Wohnung verfügt über einen selbständigen Zugang und ist insbesondere in sich abgeschlossen und von anderen Wohnungen baulich getrennt.
Dieser Artikel beschäftigt sich mit dem Wohnen, also mit Wohnungen im weiteren Sinne als die häufigste Form der Unterkunft. Mit der Gestaltung von Wohnungen beschäftigen sich die Architektur und die Innenarchitektur, mit ihrer Planung und Ausführung der Wohnungsbau. Weitere Bereiche rund um das Wohnen sind u. a. die Wohnbauförderung, die Wohnpsychologie, das Wohn- und Wohnungsrecht, die Wohnungsfürsorge, die Wohnungshilfe, der Wohnungsmarkt, die Wohnungspolitik und die Wohnungswirtschaft. Die Gesamtheit der Institutionen, Aktivitäten und Regelungen zur Versorgung der Bevölkerung mit Wohnraum wird als Wohnungswesen bezeichnet.

## Wort und Begriffe

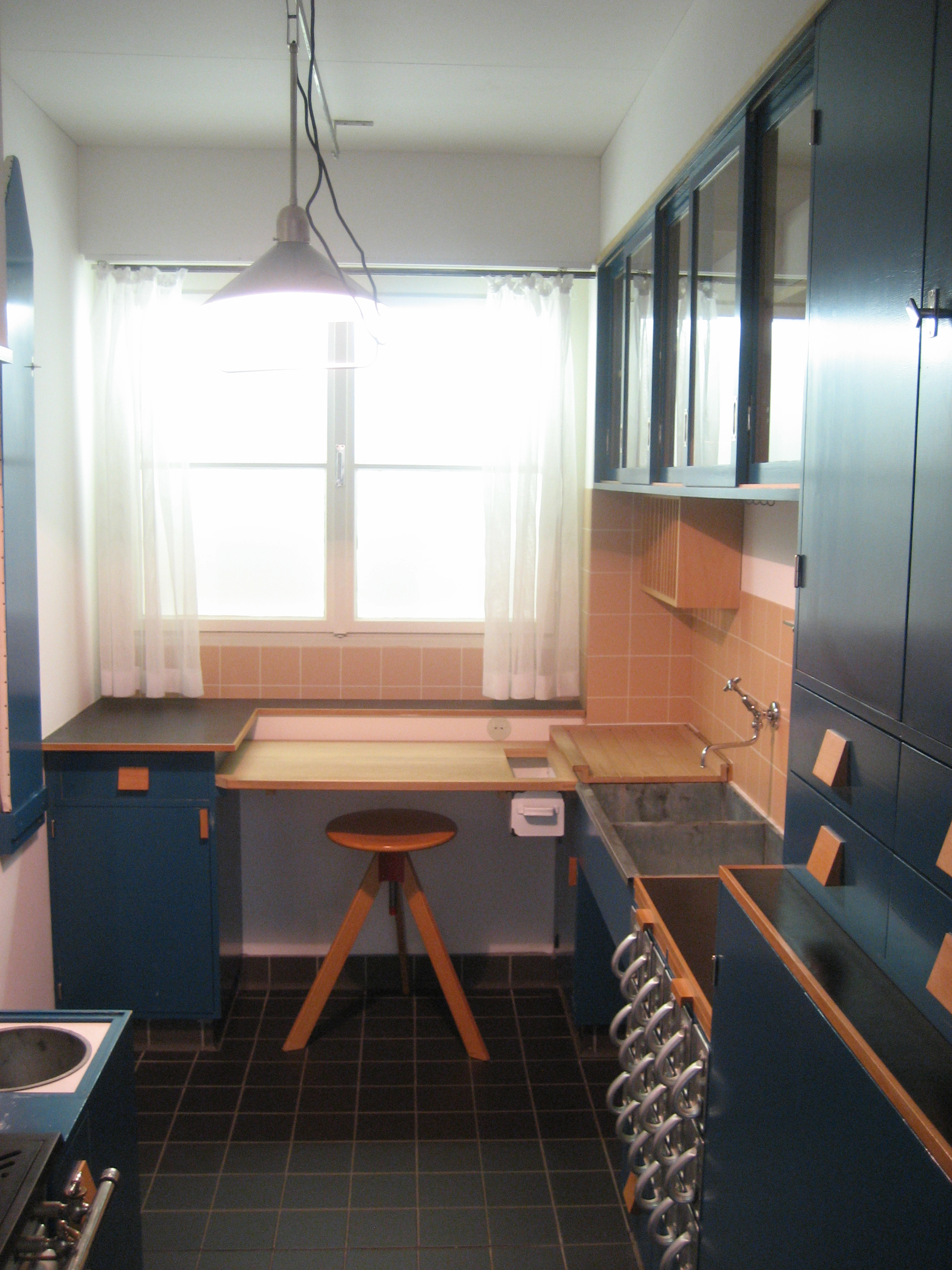
Die Frankfurter Küche von 1926 (Rekonstruktion)

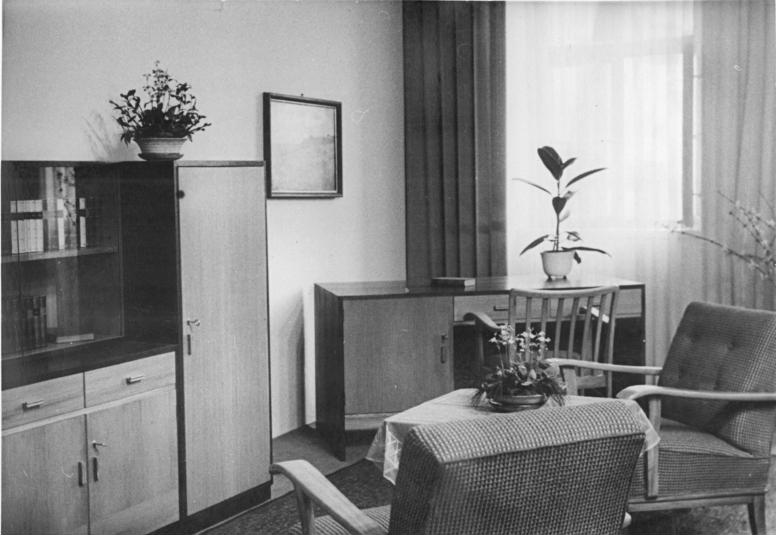
Musterwohnzimmer auf der Leipziger Frühjahrsmesse 1950

Das Verb „wohnen“ geht auf mhd. wonen, ahd. wonên (weilen, wohnen, hausen, bleiben, leben, sich aufhalten, verharren, ruhen, sein) und protogermanisch *wunēn, *wunǣn (gewohnt sein, zufrieden sein, wohnen) zurück. Im Deutschen wurde die protogermanische Wurzel produktiver als in anderen Sprachen; so entstanden daraus auch Wörter wie gewöhnen, Wonne, Wunsch, Wahn, gewinnen und gönnen. In der Bedeutung von „wohnen“ gibt es ein Verb wonen bis heute sonst nur im Niederländischen und in einigen verwandten Minderheitensprachen. Im Englischen entwickelte sich aus altenglisch wunian ein mittelenglisches Verb wonen („wohnen“), das als Partizip won (zum Verb to win, „gewinnen“) erhalten blieb; das näher an der ursprünglichen Bedeutung gebliebene Substantiv wont („Gewohnheit“) gilt heute als altertümlich. Das in den nordgermanischen Sprachen gebräuchliche Verb bo, búa, búgva („wohnen“) geht nicht auf das protogermanische *wunēn, sondern auf eine davon unabhängige Wurzel *bo- zurück.
In der Philosophie hat Martin Heidegger einen Versuch der genauen Bestimmung des Begriffs „Wohnen“ unternommen, der für die Architektur bis heute anregend geblieben ist (Bauen Wohnen Denken, 1951). Als Wohnfläche wurde in Deutschland mindestens 20 Quadratmeter (m²) festgelegt, um den Einheitswert zu berechnen. Nach dem Bundesmeldegesetz ist jedoch keine Mindestgröße vorgesehen, so dass zum Beispiel auch eine Schlafstelle als Wohnung gelten kann.

## Geschichte und Gegenwart des Wohnens

### Geschichte

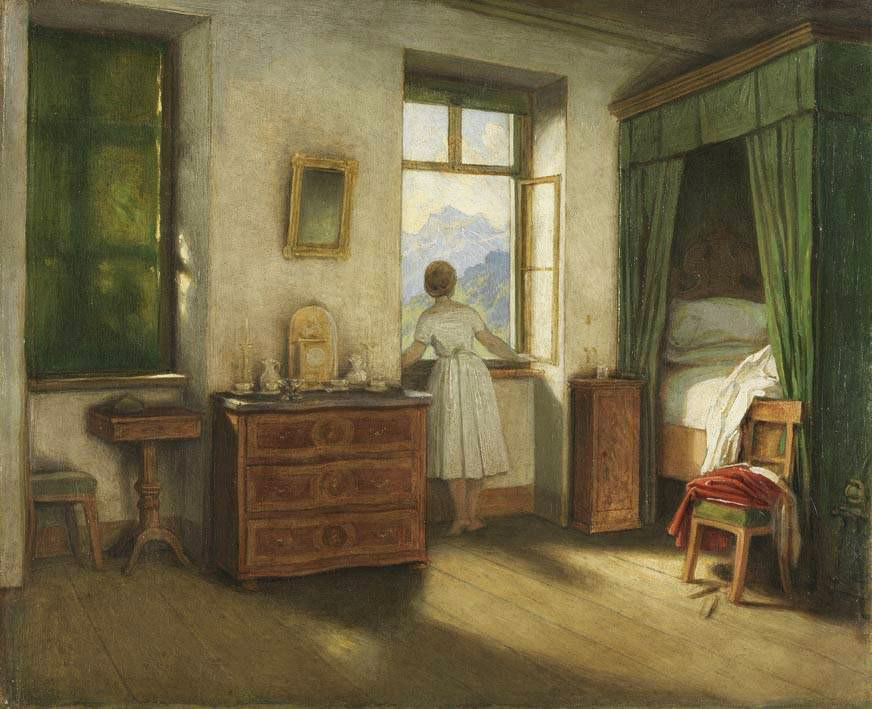
Morgenstunde, Moritz von Schwind (1858)

Menschen lebten vermutlich seit der Neolithischen Revolution in festen, unverrückbaren Behausungen. Eine solche Wohnung dient dem Schutz vor der Witterung, der Sicherheit, der Zubereitung und Lagerung von Nahrung, der Körperpflege, aber auch dem eigenen Gestaltungsspielraum und der Repräsentation. Über lange Zeiträume wurden Wohnungen fast ausschließlich von Familien oder Wohngemeinschaften bewohnt; erst in modernen Industriegesellschaften und postindustriellen Gesellschaften nahmen Einzelpersonenhaushalte zu.
Die gegenwärtigen Assoziationen mit dem Begriff „Wohnen“ sowie viele heutige Ausprägungen des Wohnens haben ihre Wurzeln im 19. Jahrhundert, im aufkommenden bürgerlichen Zeitalter, das heißt in einer Zeit, in der das Bürgertum zur einflussreichen Bevölkerungsgruppe wurde. In dieser Zeit wurden Wohnung und Familie zum Rückzugsraum und Intimbereich des Bürgertums. Die Industrialisierung führte zu einer vermeintlich dichotomen Trennung der Lebens- von der Arbeitswelt, indem sie das Arbeiten an andere Orte verlagerte. Die von Arbeitsfunktionen befreite Wohnung wurde zum „trauten Heim“. Im Biedermeier wurde dieser neuen bürgerlichen Wohnkultur eine ästhetische Ausprägung gegeben, die teilweise bis heute fortwirkt. Im 20. Jahrhundert wurde die Wohnung Bestandteil sozialer Reformen, etwa im Projekt Neues Frankfurt, aber auch Bestandteil künstlerischer Auseinandersetzungen, etwa in der Malerei von Interieuren bei August von Brandis oder in jüngerer Zeit der „bewohnten Kunstinstallation“ von Sandip Shah.
Im ausgehenden 20. und im 21. Jahrhundert wurden Energieeffizienz und Nachhaltigkeit in den Kanon der Kriterien des guten Wohnens aufgenommen.

### Ländervergleich

#### Deutschland
In Deutschland gab es nach Angaben des Statistischen Bundesamtes 2006 rund 36.198.000 bewohnte Wohnungen in Wohngebäuden, darunter 21.136.000 Mietwohnungen (58,4 %) und 15.062.000 Eigentümerwohnungen (Eigentumswohnungen und Häuser; 41,6 %). 2019 wohnten rund 58 % der Deutschen zur Miete, von den Alleinlebenden sogar mehr als 70 %. Die Wohneigentumsquote (Anteil der Häuser und Wohnungen, die den Bewohnern selbst gehören) zählt in Deutschland (51,5 %) zu den niedrigsten in Europa. In der Schweiz beträgt sie 43,4 % und in Österreich 55,2 %.
Der Grund für das in Deutschland so weit verbreitete Wohnen zur Miete liegt unter anderem in der Geschichte dieses Landes. So waren in der DDR Mietwohnungen stark subventioniert und der Erwerb eigener Immobilien lange Zeit nur eingeschränkt möglich gewesen. Auch in Westdeutschland hatte der Staat ab 1946 vor allem in den zerbombten Städten in erheblichem Umfange Mietwohnungen gebaut, in denen viele Bewohner aufgrund der niedrigen Mietkosten lange geblieben sind. In Städten wie Hamburg, Berlin, München oder Köln wurde der Erwerb von Wohneigentum später auch durch die steigenden Immobilienpreise gebremst. Weitere Gründe liegen im deutschen Steuersystem, das es z. B. nicht erlaubt, private Hypothekenzinsen von der Einkommenssteuer abzusetzen. Höher als in vielen anderen Ländern sind in Deutschland auch die Ausgaben für Notar und Makler sowie für die Grunderwerbssteuer. Als der wichtigste Faktor dafür, dass in Deutschland viele darauf verzichten, Wohneigentum anzuschaffen, gelten jedoch mangelnde Kapitaleinlagen (Ersparnisse).

#### Vereinigte Staaten

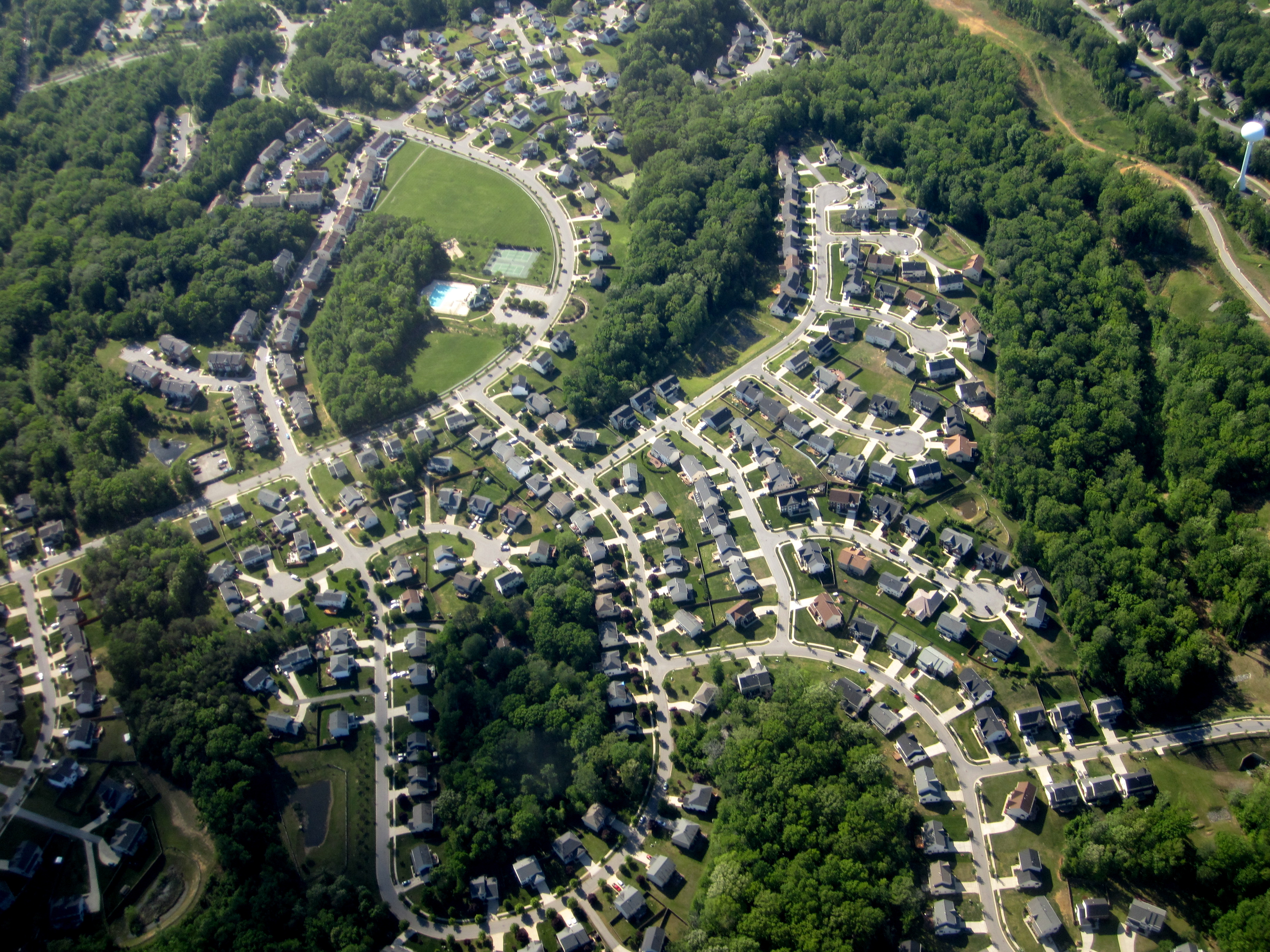
Typische amerikanische Wohnsiedlung mit freistehenden Einfamilienhäusern

Eine ganz andere Entwicklung als im Deutschland der Nachkriegszeit nahm das Wohnen im selben Zeitraum in den Vereinigten Staaten. Während vor dem Zweiten Weltkrieg nur 13 % der Amerikaner in Vorstädten gewohnt haben, waren es im Jahre 2010 mehr als die Hälfte, wobei es sich bei der überwältigenden Mehrzahl der amerikanischen Vorstadthäuser um freistehende Einfamilienhäuser handelt, die Eigentum ihrer Bewohner sind. Hintergrund dieser Suburbanisierung waren der Wirtschaftsaufschwung der Nachkriegszeit und eine massive staatliche Förderung des Eigenheimbaus insbesondere für die aus dem Krieg zurückgekehrten GIs und ihre Familien. Im Jahre 2021 wohnten 64,8 % der Amerikaner in Eigenheimen. 2020 waren es 65,8 % gewesen, wobei der Anteil selbst bei den unter 35-Jährigen 38,5 % betragen hatte (35–44 Jahre: 61 %, 45–54 Jahre: 69,8 %, 55–64 Jahre: 76 %, 65+ Jahre: 80,2 %). Amerikaner sind, wenn sie zum ersten Mal eine Immobilie erwerben, im Durchschnitt 34 Jahre alt (Deutsche: 39 Jahre). Als Kosten für die Anschaffung eines Eigenheims veranschlagt man in den USA konventionell das 2½-fache eines Brutto-Jahresgehaltes, für die Wohnungsmiete dagegen 30 % des Bruttoeinkommens. Die realen Kosten können in beiden Fällen mit der Wahl des Wohnorts erheblich schwanken, wobei San Francisco zu den teuersten und Detroit zu den preiswertesten Städten zählt. Im Durchschnitt geben Amerikaner fürs Wohnen 18 % ihres Bruttoeinkommens aus; von allen OECD-Staaten bieten nur Südkorea und Norwegen ein noch günstigeres Verhältnis von Einkommen und Wohnkosten.

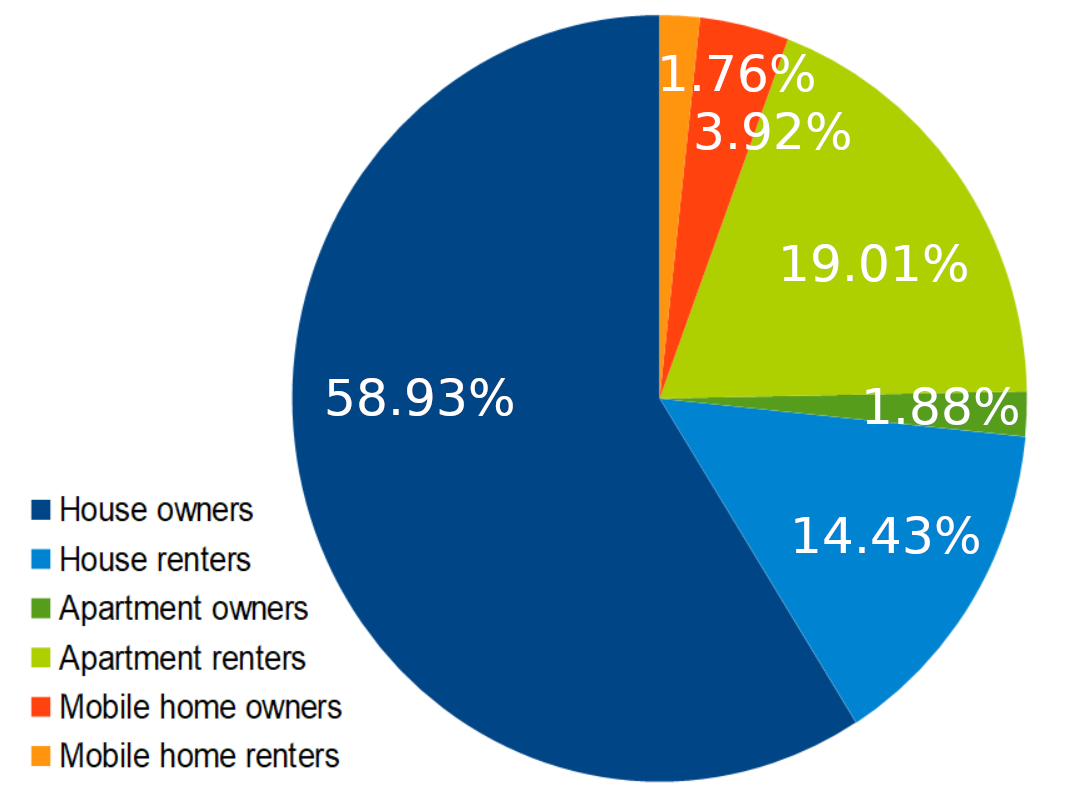
Wohnformen in den USA (Stand: 2020). Die Prozentwerte geben den Anteil der Einwohner wieder, für die eine bestimmte Wohnform gilt.

Mehr als 90 % aller amerikanischen Wohnhäuser – Einfamilienhäuser ebenso wie Mehrfamilienhäuser – sind aus Holz erbaut, meist in Holzrahmenbau- und nur vereinzelt in Blockbauweise. Einen weiteren signifikanten Unterschied zu Wohnungen in Deutschland bildet die Raumgliederung amerikanischer Wohnungen, die heute mehrheitlich offene Grundrisse aufweisen, mit einer lediglich funktionalen Differenzierung, nicht aber durch Türen markierten Abgrenzung zwischen Erschließung, Wohnräumen und Küche. Im Jahre 2020 gab es in den USA 140,8 Millionen Wohneinheiten, sodass rechnerisch auf 2,34 Einwohner eine Wohnung kam; darunter waren 87 Millionen freistehende Einfamilienhäuser, 8 Millionen Doppel- und Reihenhäuser und 37 Millionen (Etagen-)Wohnungen. Im Jahre 2014 haben 62,7 % der Amerikaner in freistehenden Einfamilienhäusern gewohnt. Die danach häufigsten Wohnungstypen waren Wohnungen in kleinen Apartmentkomplexen (2–9 Einheiten, 12,8 % der Bevölkerung), Wohnungen in mittleren Apartmentkomplexen (10–49 Einheiten, 7,9 %), Einfamilienreihenhäuser (5,9 %), Mobilheime (5,7 %), Wohnungen in großen Apartmentkomplexen (50+ Einheiten, 5,0 %) und Boote, Wohnmobile und ähnliches (0,1 %). Von den Amerikanern, die ihren Wohnraum mieten, leben 54 % in (Etagen-)Wohnungen, 41 % in Einfamilienhäusern und 5 % in Mobilheimen. Als der größte Mietwohnungskomplex des Landes gilt mit 11.250 Apartments in 110 Wohnhäusern das Stuyvesant Town–Peter Cooper Village in Manhattan. Das größte Vermietungsunternehmen ist mit mehr als 100.000 Wohneinheiten das in Memphis ansässige Immobilieninvestitionssyndikat Mid-America Apartment Communities (MAA).

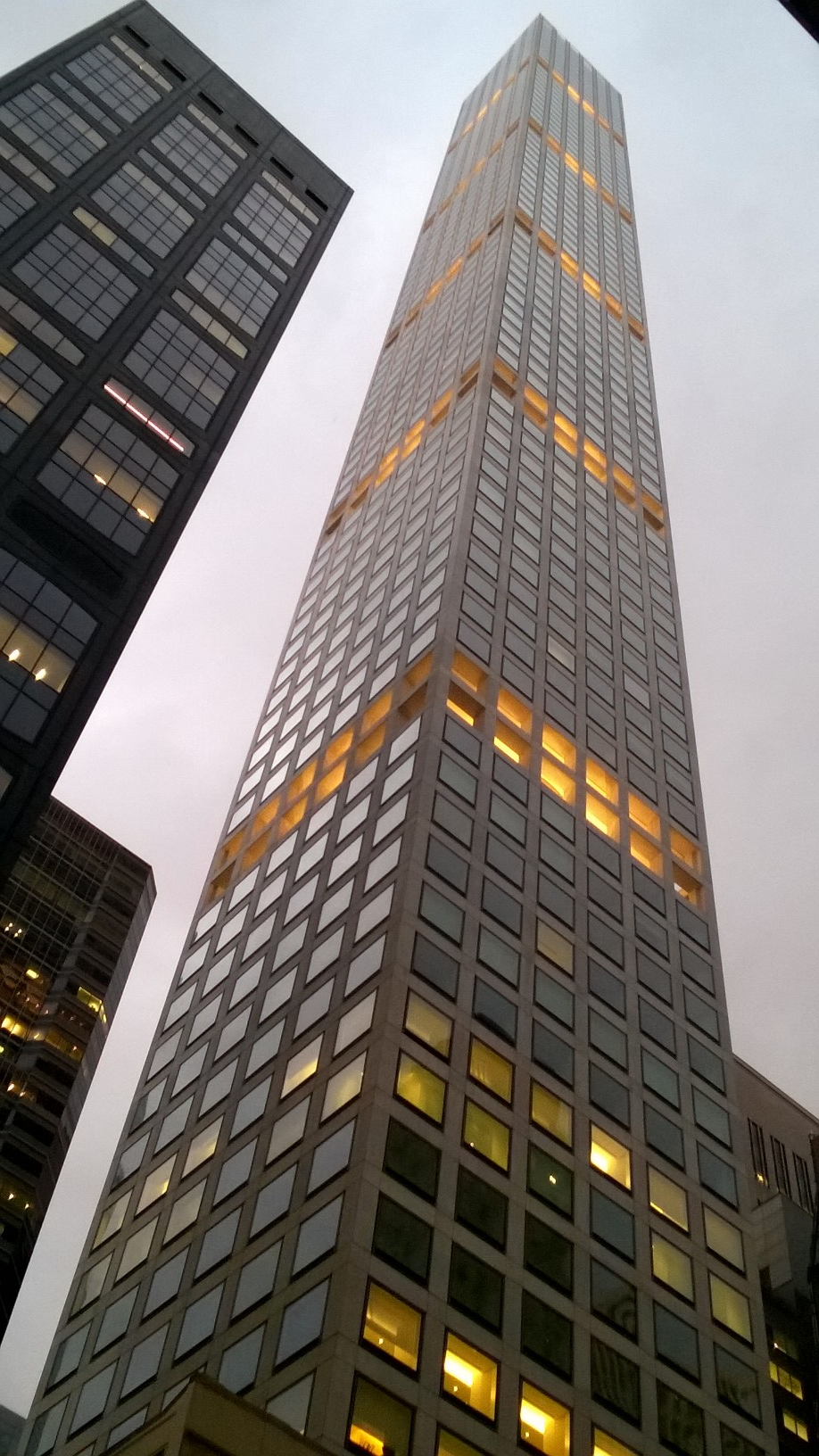
Das ästhetisch umstrittene Gebäude 432 Park Avenue in Manhattan ist das höchste High-Rise Condo in den USA.

Nach den kanadischen sind die amerikanischen Wohnungen die größten der Welt. Amerikaner haben pro Person im Mittel 2,4 Wohnräume zur Verfügung (Deutsche: 1,8). Neu erbaute Einfamilienhäuser boten 2015 eine durchschnittliche Wohnfläche von 250 m²; in neuen (Etagen-)Wohnungen standen im Jahre 2018 87 m² zur Verfügung. Groß sind auch die Wohngrundstücke; so betrug die mittlere Größe neuer Baugrundstücke im Jahre 2018 834 m². Jedes vierte amerikanische Wohnhaus steht auf einem Grundstück, das größer als 1 Acre (4.047 m²) ist. Als das größte Einfamilienhaus des Landes gilt Donald Trumps Mar-a-Lago in Palm Beach, Florida (Nutzfläche: 10.000 m²); das noch größere Biltmore Estate (Asheville, North Carolina, 16.622,8 m²) dient seit 1956 nur noch als Museum. Eine der ältesten wenigstens in Teilen erhaltene Wohnanlagen der USA sind die Felsbehausungen der Anasazi im Mesa-Verde-Nationalpark (8./9. Jahrhundert). Unter den ältesten erhaltenen Wohnungen der europäischen Siedler befindet sich das Henry Whitfield House in Guilford, Connecticut (1639 erbaut).

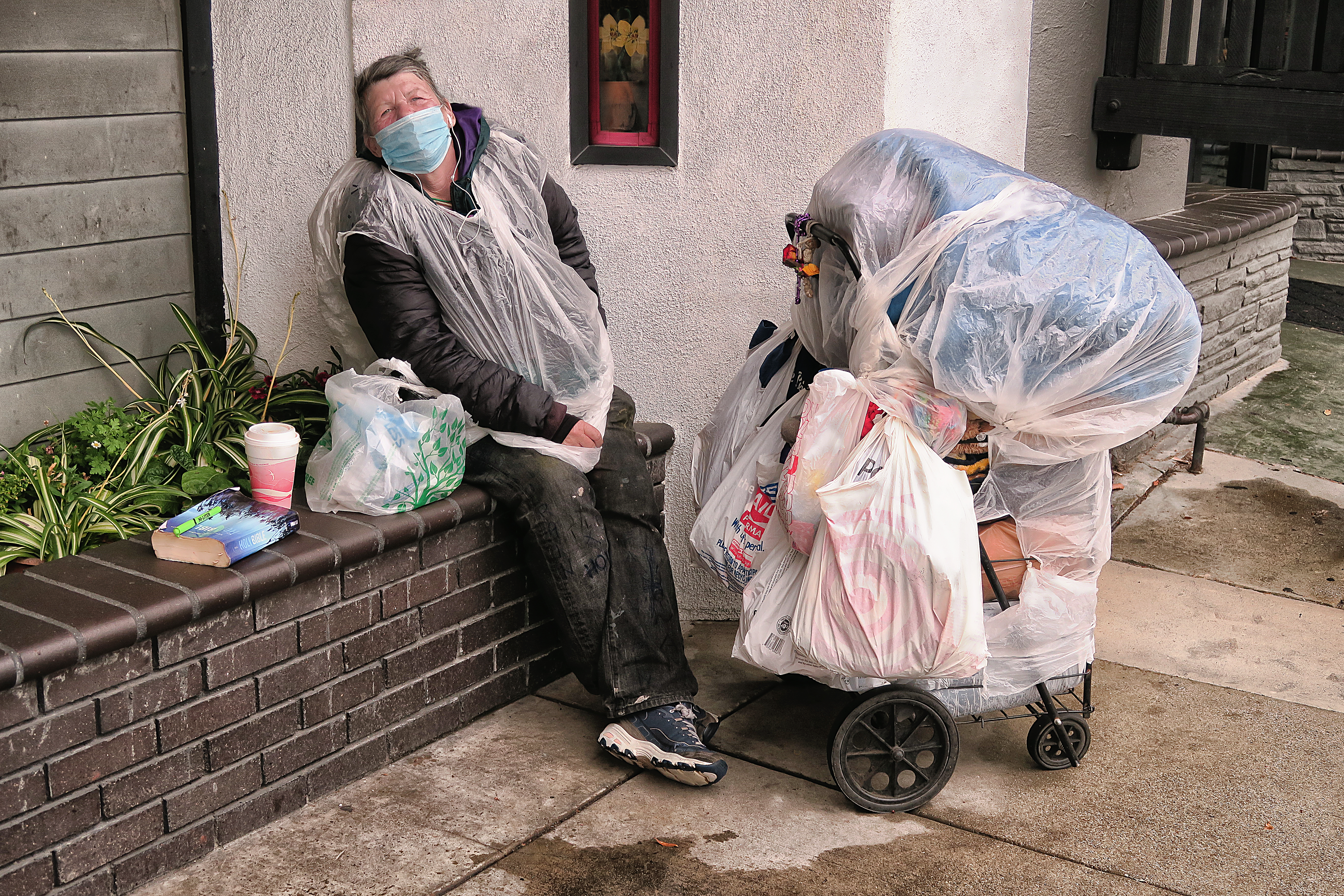
Obdachlose Frau in einer Vorstadt von Los Angeles

Eine amerikanische Besonderheit sind sogenannte Mobilheime (engl. trailers, mobile homes; trotz der Bezeichnung sind sie nach Kauf und Aufstellung faktisch ortsfest), die vor allem von Geringverdienenden als permanente Wohnung genutzt werden, weil sie in der Anschaffung deutlich billiger sind als feste Häuser (neu durchschnittlich 81.700 US$ plus Grundstückskosten); vor allem in ländlichen und kleinstädtischen Gebieten mit niedrigen Grundstückspreisen bilden „Trailer Parks“ eine typische Siedlungsform. Im Jahre 2019 haben 5,6 % der Amerikaner in Mobilheimen gewohnt. Diese Wohnform ist sozial stigmatisiert. Am oberen Ende der Skala liegt eine weitere amerikanische Sonderform des Wohnens, das High-Rise Condominion: ein Hochhaus mit exklusiven Eigentumswohnungen, deren Bewohner u. a. Pförtnerdienste und – sonst eher in Hotels übliche – Gemeinschaftseinrichtungen wie etwa Swimming Pools, Sportstudios und Saunen in Anspruch nehmen können. In San Francisco werden Wohnungen in High-Rise Condos für durchschnittlich 2,5 Mio. US$ gehandelt. Eine dritte amerikanische Besonderheit ist das Wohnen in Gated Communities, also in Einfamilienhaussiedlungen, die von Sichtmauern eingeschlossen sind und von Pförtnern bewacht werden. Die Zahl der Amerikaner, die in solchen Siedlungen leben, wird auf mindestens 7 Mio. (2 % der Gesamtbevölkerung) geschätzt, wobei diese Form des Wohnens vor allem im Westen des Landes verbreitet ist.
Anfang 2020 existierten in den USA 1.002.114 Sozialwohnungen (engl. affordable housing), wobei zum selben Zeitpunkt 51 Mio. Amerikaner mit einem Einkommen unterhalb der Armutsgrenze gelebt haben, Alte nicht mitgezählt. Gut eine halbe Million Amerikaner sind obdachlos, darunter auch viele Erwerbstätige – ein Phänomen, das im 21. Jahrhundert insbesondere in Regionen mit sehr hohen Wohnkosten (Kalifornien) grassiert. Viele von ihnen schlafen in ihren PKWs.

## Wohnungstypologie
Von einem „Haus“ spricht man in der Regel dann, wenn die Wohnung andere Wohnungen entweder gar nicht direkt berührt oder von anderen Wohnungen ausschließlich durch Wände (Kommun-, Brand- oder Doppelwände) geschieden ist. Wenn die Scheidung dagegen auch oder ausschließlich durch Decken erfolgt oder wenn im selben Gebäude auch bedeutende Räumlichkeiten vorhanden sind, die für andere als für Wohnzwecke verwendet werden (z. B. Geschäftsräume), spricht man eher von einer „Wohnung“. Die Definition vom „Haus“ als einem „ganzen Gebäude“ ist in manchen Fällen (etwa bei Doppelhäusern mit Kommunwand und gemeinsamen Installationen) nicht ausreichend trennscharf.
Wohnungen können nach unterschiedlichen Kriterien in Typen eingeteilt werden:
Häuser:
- nach der Art der horizontalen Anordnung:

- (freistehendes) Einfamilienhaus (keine Berührung mit anderen Wohnungen)
- Doppelhaus (Wandberührung mit einer anderen Wohnung)
- Reihenhaus (Wandberührung mit bis zu zwei anderen Wohnungen)
- Hinterhaus

- nach Größe und Aufwand der Gestaltung:

- Tiny House, Hütte, Baracke, Villa, Schloss usw.

- nach den Bewohnern:

- Bauernhaus, Seldnerhaus, Winzerhaus, Patrizierhaus, Pfarrhaus, Mehrgenerationenhaus usw.

- nach Art der Nutzung:

- Wochenendhaus, Datsche, Almhütte

(Etagen-)Wohnungen:
- nach der vertikalen Lage und Ausdehnung im Gebäude:

- Souterrainwohnung (der Fußboden der Wohnung befindet sich unterhalb der Erdoberfläche)
- Maisonette (erstreckt sich oft über mehrere Etagen und umfasst meist das oberste Geschoss und den Dachstuhl)
- Mansardenwohnung (im Dachstuhl)
- Penthouse (eine Wohnung, die auf ein anderes Haus aufgesetzt wurde; in der Schweiz auch Attikawohnung genannt)

- nach Größe, Zuschnitt und Zahl der Räume:

- Einliegerwohnung (eine kleine zusätzliche Wohnung in einem Eigenheim, die gegenüber der Hauptwohnung von untergeordneter Bedeutung ist)
- Garçonnière (eine Einzimmerwohnung, je nach Schnitt auch mit abgetrenntem Küchenraum oder Abstellraum)
- Mikroappartement (wie vor, aber sehr klein)
- 1- bis n-Zimmer-Wohnung

- nach der Art des Gebäudes:

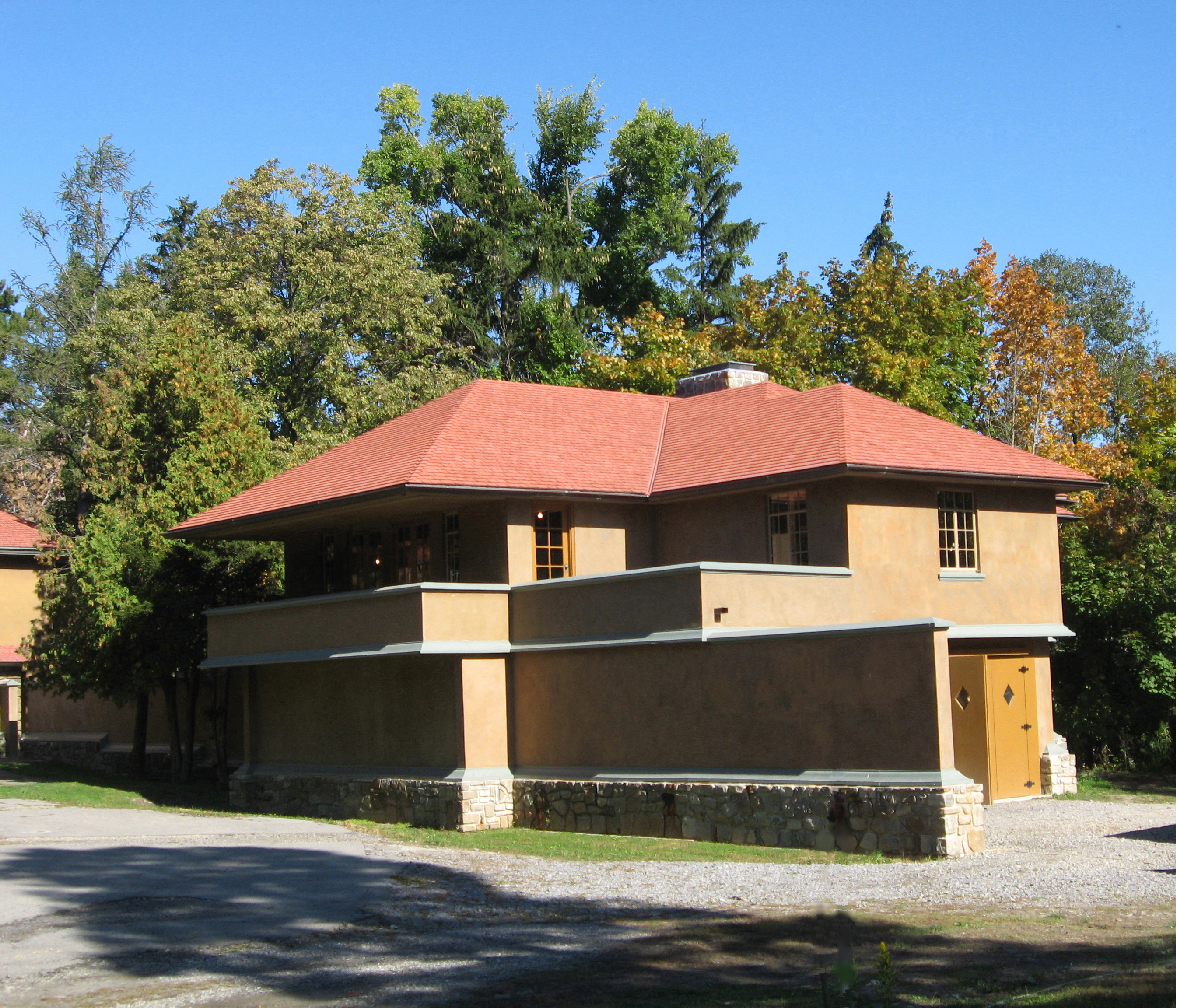
Das von Frank Lloyd Wright entworfene Anwesen Graycliff in Derby, südlich von Buffalo, New York hat, wie viele Wohlhabendenresidenzen dieser Zeit, über der Garage eine Chauffeurswohnung.

- Loftwohnung (eine Wohnung, die in einer ehemaligen Fabrik- oder Lagerhalle eingerichtet wurde)

- nach dem Zeitpunkt der Errichtung des Gebäudes (vor allem in Deutschland):

- Altbauwohnung (vor dem Zweiten Weltkrieg erbaut, mit typischen Merkmalen wie Mauerwerkswänden, Holzbalkendecken, Kastenfenstern und Raumhöhen über 2,6 m)
- Neubauwohnungen (Wohnungen in einem neu gebauten oder wieder errichteten Gebäude. Die Dauer, für die ein solches Gebäude als Neubau gilt, ist uneinheitlich und reicht je nach Kontext beispielsweise entweder bis zur ersten notwendigen Sanierung, weil das Gebäude sichtbare Abnutzungsspuren aufweist oder sich der aktuelle Architekturstil oder die Bautechnik so weit geändert hat, dass das Gebäude nicht mehr in dieser Form neu gebaut werden würde. Für Wohnungen in Häusern aus der Zeit zwischen Alt- und Neubauphase gibt es keine konkret definierte Bezeichnung. Manchmal wird bei Wohnungen aus den ersten Jahren nach dem Zweiten Weltkrieg von Nachkriegsbauten gesprochen, in Ostdeutschland bis zum Beginn des Plattenbaus [ca. 1965] auch von Wohnungen in Altneubauten. Ansonsten werden Wohnungen und Häuser nach dem Jahrzehnt ihrer Entstehung eingeordnet, also z. B. „…aus den Achtziger Jahren“.)

- nach den Eigentumsverhältnissen:

- Eigentumswohnung (Wohnung ist Eigentum individueller Personen, oft der Bewohner der Wohnung)
- Mietwohnung (Wohnung ist Eigentum eines Vermieters)
- Dienstwohnung, Werkwohnung (Wohnung ist Eigentum des Arbeitgebers des Mieters)

- nach dem Vermietungszweck und funktionaler Unterscheidung:[46]

- Ferienwohnung: Wohnung wird nur befristet und hauptsächlich an Urlauber vermietet
- Satellitenwohnung: Abgetrennte Wohneinheiten mit geteilten Gemeinschaftsflächen und Gästebädern
- Clusterwohnung: Aufs Gemeinschaftswohnen (Cohousing) ausgelegte Wohnung mit geteilten Gemeinschaftsräumen aber auch autarken Bad- und Kochnischen für Privatsphäre
- Gruppenwohnung: Wohnung mit einheitlichen Gestaltungselementen für homogenere Wohngemeinschaften (bspw. für betreutes Wohnen oder innerhalb des integrierten Wohnens)
- Atelierwohnung: Wohneinheit zur Mischnutzung für Wohnen und Arbeiten (zumeist mit entsprechenden baulichen Voraussetzungen wie Lichteinfall, Deckenhöhe oder Etage)

Bei Gebäuden, die mehrere Wohnungen enthalten, unterscheidet man u. a. Zweifamilienhäuser, Mehrfamilienhäuser, Terrassenhäuser, Wohnblöcke und Wohnhochhäuser.
Zimmer:
- bei einzelnen Zimmern nach der Art der untergebrachten Person (z. B. Fremdenzimmer, Gesindestube, Mädchenkammer)
- bei Kollektivunterkünften nach der Art der Unterkunft (z. B. Zimmer in einem Hotel, einer Pension, Zimmer in einem Waisenhaus oder Internat, Zimmer in einem Kinder-, Ledigen-, Pflege- oder Altenheim, Zimmer in einem Studentenwohnheim oder in einer Flüchtlingsunterkunft, Krankenzimmer, Klosterzelle, Dormitorium, Kasernenstube, Gefängniszelle, Zimmer mit Kochnische und Nasszelle („Wohnjoker“[46]) zur nachträglichen Herauslösung aus einer größeren Wohnung und vieles andere mehr)

## Wohnfläche
Die Wohnfläche bildet eine wichtige Grundlage für die Berechnung der Miete bei Mietwohnungen und des Kaufpreises beim Immobilienkauf von Eigentumswohnungen.

## Wohnung und Tourismus
Die Nachfrage von Reisenden und Urlaubern nach Wohnraum außerhalb des Wohnorts wird konventionell von der Hotellerie beantwortet, die überall auf der Welt Betten, Hotel- und Pensionszimmer und Ähnliches anbietet, oft in Verbindung mit weiteren Leistungen. Bergwanderer übernachten, etwa in den Alpen, traditionell in Schutzhütten. Zu den Alternativen zählen heute beispielsweise Ferienwohnungen und Wohnungen in Apartment-Hotels. Durch die Verbreitung des Internets hat auch der organisierte Wohnungstausch zwischen Privatleuten an Bedeutung gewonnen. Eine Sonderform des Wohnens während einer Reise ist das Camping auf Campingplätzen oder als Wildcamping.

## Rechtliche Perspektive

### Deutschland
In Deutschland spricht man nur dann von einer Wohnung, wenn bestimmte Einrichtungen (Küche, Bad oder Dusche, Toilette) vorhanden sind.
Im melderechtlichen Sinne zählt als Wohnung „jeder umschlossene Raum, der zum Wohnen oder Schlafen benutzt wird“, gleichgültig, ob er in einem Wohn- oder einem Nichtwohngebäude liegt. Damit fallen auch möblierte Zimmer und überwiegend ortsfeste Wohnwagen unter den Wohnungsbegriff.
Gesetzlich ist der Begriff des Wohnens durch eine auf Dauer angelegte Häuslichkeit, Eigengestaltung der Haushaltsführung und des häuslichen Wirkungskreises sowie Freiwilligkeit des Aufenthalts gekennzeichnet (BVerwG 25. März 1996 – 4B 302.95, BauR 96,676). Die Wohnung als der persönliche Lebensbereich bildet einen Rückzugsraum gegenüber staatlicher Kontrolle. Dieser Sachverhalt wird dem Hausrecht zugerechnet, das sich allerdings auf allgemeinere Örtlichkeiten bezieht, zu denen auch Gewerbebetriebe gehören. Das Hausrecht wird in Deutschland durch Art. 13 Grundgesetz (Unverletzlichkeit der Wohnung) geschützt.

### Österreich
In Österreich ist das Hausrecht im Staatsgrundgesetz Art. 9 verankert.

### Schweiz
Die Bundesverfassung der Schweizerischen Eidgenossenschaft räumt dem Staatsbürger in Art. 13 den Schutz der Privatsphäre einschließlich Achtung der Wohnung ein.